# Hersilia tenuifurcata
Hersilia tenuifurcata là một loài nhện trong họ Hersiliidae.
Loài này thuộc chi Hersilia. Hersilia tenuifurcata được miêu tả năm 1998 bởi Martin Baehr & Barbara Baehr.